# Алеш Пікл
Алеш Пікл (чеськ. Aleš Pikl, нар. 2 квітня 1975, Руднице-над-Лабем) — чеський футболіст, що грав на позиції півзахисника. Виступав, зокрема, за клуби «Банік», «Тепліце» та «Вікторія» (Жижков), а також національну збірну Чехії.

## Клубна кар'єра
У професійному футболі Алеш Пікл дебютував 1992 року виступами за команду «Хмел», в якій грав до 1993 року. У 1993—1994 роках футболіст грав у складі клубу «Руднице-над-Лабем», після чого повернувся до складу клубу «Хмел». У 1995 році Пікл став гравцем клубу «Банік», у складі якого грав до 1997 року. З 1997 до 1999 року півзахисник грав у складі клубу «Тепліце».
З 1999 року Алеш Пікл грав у складі клубу «Вікторія» (Жижков), де відзначився бомбардирським здібностями, з 1999 до 2004 року забивши 33 голи в 131 проведеному матчі чемпіонату. У 2004 році Пікл перейшов до грецького клубу «Нікі» (Волос), у якому грав до 2005 року. У 2005 році футболіст повернувся на батьківщину до клубу «Фастав» (Злін), утім за півроку перейшов до клубу СІАД (Мост). У 2007—2008 роках Пікл грав у складі клубу «Спарта» (Крк), а в 2008—2009 роках грав у складі словацького клубу «Татран». Завершив ігрову кар'єру футболіст у німецькій нижчоліговій команді «Мойзельвітц», за яку виступав протягом 2009—2011 років.

## Виступи за збірні
Протягом 1995—1997 років Алеш Пікл грав у складі молодіжної збірної Чехії. На молодіжному рівні зіграв у 14 офіційних матчах, забив 1 гол.
У 2002 році Пікл провів свій єдиний матч у складі національної збірної Чехії.